# Ostružnica
Ostružnica (v srbské cyrilici Остружница) je obec v Srbsku, jižně od Bělehradu. Administrativně je jeho součástí, přesněji spadá pod opštinu Čukarica. Podle údajů ze sčítání lidu z roku 2011 zde žilo 4 218 stálých obyvatel.
Obec se nachází na břehu řeky Sávy, při ústí potoka Ostružnička Reka do Sávy, v blízkosti dálničního obchvatu Bělehradu a srbské dálnice A2.
V blízkosti Ostružnice se nachází také Surčin a mezinárodní letiště Nikoly Tesly. Místní kostel je zasvěcen sv. Mikulášovi (srbsky Crkva svetog Nikole). Z historického hlediska je významná svoláním prvního národního sněmu během srbských povstání v roce 1804.